# Fear Effect Sedna
Fear Effect Sedna est un jeu vidéo d'action-aventure développé par Sushee et édité par Forever Entertainment (sous licence de Square Enix Collective), sorti en 2018 sur Windows, Nintendo Switch, PlayStation 4 et Xbox One.

## Accueil
- Gamekult : 4/10[1]
- Jeuxvideo.com : 10/20[2]